# Municipio de Sand Lake
El municipio de Sand Lake (en inglés: Sand Lake Township) es un municipio ubicado en el condado de Itasca en el estado estadounidense de Minnesota. En el año 2010 tenía una población de 146 habitantes y una densidad poblacional de 1,5 personas por km².

## Geografía
El municipio de Sand Lake se encuentra ubicado en las coordenadas 47°37′57″N 93°57′19″O / 47.63250, -93.95528. Según la Oficina del Censo de los Estados Unidos, el municipio tiene una superficie total de 97.33 km², de la cual 76,52 km² corresponden a tierra firme y (21,38 %) 20,81 km² es agua.

## Demografía
Según el censo de 2010, había 146 personas residiendo en el municipio de Sand Lake. La densidad de población era de 1,5 hab./km². De los 146 habitantes, el municipio de Sand Lake estaba compuesto por el 83,56 % blancos, el 13,7 % eran amerindios, el 0,68 % eran asiáticos y el 2,05 % eran de una mezcla de razas. Del total de la población el 0 % eran hispanos o latinos de cualquier raza.